# Canthidium
Canthidium là một chi bọ cánh cứng thuộc họ Scarabaeidae.